# Sitež
Sitež je naselje, ki leži v Občini Majšperk, na severovzhodu Slovenije. Leži v dolini potoka Jesenica ob cesti Majšperk - Žetale in v haloških hribih. V dolini so predvsem travniki in njive, na pobočjih pa je nekaj vinogradov in sadovnjakov. Naselje spada pod Štajersko pokrajino in v podravsko statistično regijo.